# Seongnam Sports Complex
El Seongnam Sports Complex (en coreano: 성남종합운동장) es un complejo deportivo ubicado en la ciudad de Seongnam, Corea del Sur; y cuenta con estadio de fútbol y una Arena.

## Facilidades

### Seongnam Stadium
Es un estadio multiusos construido en diciembre de 1984 y fue la sede de los Juegos Asiáticos de 1986 y del hockey sobre hierba en los Juegos Olímpicos de Seúl 1988, pero actualmente se utiliza para los partidos de fútbol.
Fue la sede del Seongnam FC hasta 2019 cuando se mudaron al Tancheon Stadium y actualmente cuenta con capacidad para 21 242 en espera de ser reconstruido.

### Seongnam Indoor Arena
Cuenta con capacidad para 5711 espectadores y fue la sede del Seongnam Korea Expressway Corporation Hi-pass Zenith, equipo de voleibol de la V-League hasta que el equipo se mudó a la ciudad de Gimcheon.